# Galaktický epicykl

Schéma oběhu Slunce kolem středu Galaxie

Galaktický epicykl je zjednodušený matematický model, který  popisuje pohyb těles v komplikovaném gravitačním poli galaxií. Tato metoda rozkládá složitý pohyb objektu do dvou jednodušších, ležících v rovině galaxie. Základním pohybem je přibližně rovnoměrný kruhový pohyb základního vztažného (referenčního) bodu (středu epicyklu) v konstantní vzdálenosti od těžiště galaxie, tedy po kružnici, která se nazývá deferent. Druhým pohybem je oběh vlastního tělesa kolem tohoto referenčního bodu, který se děje po více či méně excentrické elipse, nazývané epicykl. Složením těchto obou pohybů a případně oscilací ve směru kolmém k rovině galaxie (tzv. z-oscilace) dostáváme aproximaci skutečné trajektorie tělesa uvnitř galaxie. Periody obou, respektive všech tří pohybů se mohou navzájem lišit a nemusí být ani soudělné  Proto výsledná dráha tělesa prakticky nikdy není uzavřená křivka.
Tento model může být aplikován i na oběh Slunce i se sluneční soustavou kolem středu Galaxie.

## Pohyb Sluneční soustavy po galaktickém epicyklu
Střed epicyklu popisujícího pohyb Slunce a hvězd v jeho okolí obíhá okolo středu Galaxie jednou za 225 až 250 miliónů let (tzv. galaktický rok) průměrnou oběžnou rychlostí asi 217 km·s−1 po deferentu s poloměrem 8,0 ± 0,5 kpc. Pohyb po eliptickém epicyklu trvá kratší dobu, asi 170 miliónů let. Elipsa epicyklu je orientována velkou poloosou o délce 300 pc ve směru tečny k deferentu; malá poloosa dlouhá asi 200 pc směřuje do středu Galaxie. Při pohledu od severního galaktického pólu je oběh po epicyklu proti směru pohybu hodinových ručiček, oběh po deferentu je v opačném smyslu. Důsledkem toho je skutečnost, že v době, kdy se Sluneční soustava nachází nejdále od středu Galaxie, její celková dopředná rychlost je nejmenší; je-li ke středu Galaxie nejblíže, její rychlost je největší.
V průběhu  svojí existence oběhlo Slunce střed Galaxie asi dvacetkrát až jedenadvacetkrát. V současné době se pohybuje celkovou rychlostí přibližně 230 km·s−1 směrem do souhvězdí Labutě.
Relativní pohyb Slunce vůči okolním hvězdám je podstatně pomalejší a činí přibližně 19,5 km·s−1. Bod na obloze, k němuž Slunce vzhledem k okolním hvězdám směřuje, se nazývá sluneční apex a nachází se v souhvězdí Herkula. Důsledkem toho pohybu je sekulární paralaxa.

## Historická poznámka
Skládání pohybů po kruhovém deferentu a kruhovém epicyklu se používalo v předkoperníkovské éře k vysvětlení pohybu planet v geocentrickém systému  popisu Sluneční soustavy.